# Omar Kharbin
Omar Maher Kharbin (arabe : عمر ماهر خربين), né le 15 janvier 1994 à Damas en Syrie, est un footballeur international syrien, qui évolue au poste d'attaquant à Al-Wahda.

## Biographie

### Carrière en club
Il participe à la Ligue des champions d'Asie avec l'équipe d'Al-Hilal.

### Carrière internationale
Le 20 novembre 2012, il honore sa première sélection contre la Palestine, lors d'un match amical. La rencontre se solde par une défaite 2-1 des Syriens.
Le 26 mars 2013, il marque son premier but en équipe de Syrie lors d'un match contre l'Irak. La rencontre se solde par une défaite 2-1 des Syriens.
Il joue ensuite 17 matchs rentrant dans le cadre des éliminatoires du mondial 2018, ou il inscrits 10 buts durant ces éliminatoires.

## Palmarès

### En club
- Avec Al-Hilal
  - Champion d'Arabie saoudite en 2017
  - Vainqueur de la Coupe du Roi des champions d'Arabie saoudite en 2017

### En sélection
- Vainqueur du Championnat d'Asie de l'Ouest en 2012

## Statistiques

### Buts en sélection
Le tableau suivant liste les résultats de tous les buts inscrits par Omar Kharbin avec l'équipe de Syrie.